# Gyula Dobai
Gyula Dobai (Szeged, Hungría, 18 de noviembre de 1937 - Budapest, Hungría, 11 de junio de 2007) fue un nadador especializado en pruebas de estilo libre. Fue medalla de bronce en 100 metros libres durante el Campeonato Europeo de Natación de 1958.

## Palmarés internacional
| Campeonato Europeo de Natación | Campeonato Europeo de Natación | Campeonato Europeo de Natación | Campeonato Europeo de Natación |
| Año                            | Lugar                          | Medalla                        | Prueba                         |
| ------------------------------ | ------------------------------ | ------------------------------ | ------------------------------ |
| 1958                           | Budapest ( Hungría)            | Medalla de bronce              | 100 m libre                    |
| 1958                           | Budapest ( Hungría)            | Medalla de bronce              | 4 × 200 m libres               |
| 1958                           | Budapest ( Hungría)            | Medalla de plata               | 4 × 100 m estilos              |